# 平沢西
平沢西（ひらさわにし）は、東京都あきる野市の町名。現行行政地名は平沢西一丁目のみ。住居表示未実施区域。

## 地理
あきる野市の東部に位置し、西と北に原小宮、東と南に平沢と接している。

## 世帯数と人口
2025年（令和7年）6月30日現在（あきる野市発表）の世帯数と人口は以下の通りである。
- 世帯数 : 84世帯
- 人口 : 192人

### 人口の変遷
国勢調査による人口の推移。
| 年                 | 人口 |
| ------------------ | ---- |
| 2010年（平成22年） | 160  |
| 2015年（平成27年） | 166  |
| 2020年（令和2年）  | 174  |

### 世帯数の変遷
国勢調査による世帯数の推移。
| 年                 | 世帯数 |
| ------------------ | ------ |
| 2010年（平成22年） | 61     |
| 2015年（平成27年） | 59     |
| 2020年（令和2年）  | 67     |

## 学区
市立小・中学校に通う場合、学区は以下の通りとなる（2025年4月時点）。
- 区域 : 番地によって異なる。
  - 小学校 : あきる野市立東秋留小学校、あきる野市立草花小学校
  - 中学校 : あきる野市立秋多中学校、あきる野市立東中学校

## 事業所
2021年（令和3年）現在の経済センサス調査による事業所数と従業員数は以下の通りである。
- 事業所数 : 1事業所
- 従業員数 : 3人

### 事業者数の変遷
経済センサスによる事業所数の推移。
| 年                 | 事業者数 |
| ------------------ | -------- |
| 2016年（平成28年） | 1        |
| 2021年（令和3年）  | 1        |

### 従業員数の変遷
経済センサスによる従業員数の推移。
| 年                 | 従業員数 |
| ------------------ | -------- |
| 2016年（平成28年） | 3        |
| 2021年（令和3年）  | 3        |

## その他

### 日本郵便
- 郵便番号 : 197-0816[3]（集配局 : あきる野郵便局[11]）。